# Kjell Espmark
Kjell Erik Espmark (ur. 19 lutego 1930 w Strömsund, zm. 18 września 2022) – profesor, pisarz, historyk literatury, wykładał na wydziale Historii Literatury Uniwersytetu Sztokholmskiego, członek Akademii Szwedzkiej, do której został wybrany 5 marca 1981 i przyjęty 20 grudnia 1981. Kjell Espmark zajmował fotel nr 16 i był następcą literaturoznawcy Eliasa Wesséna. 6 kwietnia 2018 ogłosił rezygnację z brania udziału w pracach i spotkaniach Akademii.
W pracach krytycznoliterackich zajmował się m.in. twórczością Charles’a Baudelaire’a, Artura Lundkvista, Harry’ego Martinsona i Tomasa Tranströmera. Opublikował kilkanaście tomów poezji (debiut w 1956 zbiorem Mordet på Benjamin), dramaty, kilka powieści oraz utwory autobiograficzne. W 2010 otrzymał poetycką nagrodę miasta Västerås imienia Tomasa Tranströmera.
W 2018 Instytut Mikołowski wydał zbiór jego poezji To, co konieczne. 17 wierszy w przekładzie Zbigniewa Kruszyńskiego.